# Amélie-les-Bains-Palalda
Amélie-les-Bains-Palalda (katalanisch els Banys i Palaldà) ist eine französische Gemeinde mit 3553 Einwohnern (Stand: 1. Januar 2022) im Département Pyrénées-Orientales in der Region Okzitanien. Sie gehört zum Arrondissement Céret und zum Kanton Le Canigou.

## Geschichte
Die ersten Thermen wurden um das Jahr 633 von den Römern im Gebiet der Gemeinde errichtet; damals hieß der Ort Arulae. Seit dem Mittelalter ist aufgrund der heißen Quellen die Bezeichnung Els Banys (Les Bains) überliefert. Der Name Amélie les Bains wurde der Gemeinde erst am 7. April 1840 durch König Louis-Philippe gegeben, und zwar auf Vorschlag von Boniface de Castellane, dem militärischen Befehlshaber des Roussillon, der auf diese Weise Königin Amélie, die Gattin des Königs, ehrte.
Die Gemeinde ist als französischer Luftkurort anerkannt und verfügt über zwei medizinische Thermalbäder (Les Thermes romains und Les Thermes du Mondony), die insbesondere für Rheuma-Kranke und für Atemwegserkrankungen beworben werden und aufwändige Kuren anbieten.

### Internierungslager für spanische Bürgerkriegsflüchtlinge
Nach dem Sieg Francos im Spanischen Bürgerkrieg strömten Zehntausende Flüchtlinge über die Pyrenäen nach Frankreich. Für deren Unterbringung sahen die ministeriellen Planungen von Anfang an deren Unterbringung in speziellen Lagern vor. So entstand auch in Amélie-les-Bains im Februar 1939 ein Centre d'accueil (Aufnahmezentrum, auch Centre de recueil, Sammelzentrum), das – ähnlich einiger zur gleichen Zeit entstandenen Einrichtungen –  nur aus von Stacheldraht umzäumten Feld bestand, auf dem die spanischen Flüchtlinge sich aus Tannenzweigen und Decken Notunterkünfte errichteten. In Frankreich setzte sich für diese Lager schnell der Begriff Camps de concentration durch, der jedoch ein völlig andere Bedeutung hatte als im Deutschen. Es ging um die Konzentrierung der ankommenden Flüchtlinge in Lagern, nicht um deren Vernichtung.
Ein Foto auf der Webseite der Organisation AJPN - anonymes, Justes et persécutés durant la période nazie dans les communes de France (AJPN - Namenlose, Gerechte und Verfolgte während der NS-Zeit in den Gemeinden Frankreichs) zeigt die nahezu schutzlose Unterbringung der Flüchtlinge hinter dem Stacheldraht, und das im Februar, wo in dieser Gegend nachts noch Minustemperaturen herrschten. Wie lange diese Zustände anhielten und wann das Lager aufgelöst wurde, ist nicht bekannt.

## Geografie
Amélie-les-Bains-Palalda liegt im Tal des Tech, etwa 35 Kilometer südwestlich von Perpignan. Das Gemeindegebiet reicht im Süden bis an den Kamm der östlichen Pyrenäen, der die Grenze zu Spanien bildet. Hier liegt mit dem Roc de France auf 1450 m über dem Meer der höchste Punkt in der Gemeinde.
Zu Amélie-les-Bains-Palalda gehören die Ortsteile Super Amélie, Palalda und Montalbà.
Nachbargemeinden von Amélie-les-Bains-Palalda sind Reynès im Norden und Osten, Maçanet de Cabrenys (Spanien) im Süden, Saint-Laurent-de-Cerdans im Südwesten, Arles-sur-Tech im Westen sowie Montbolo im Nordwesten.

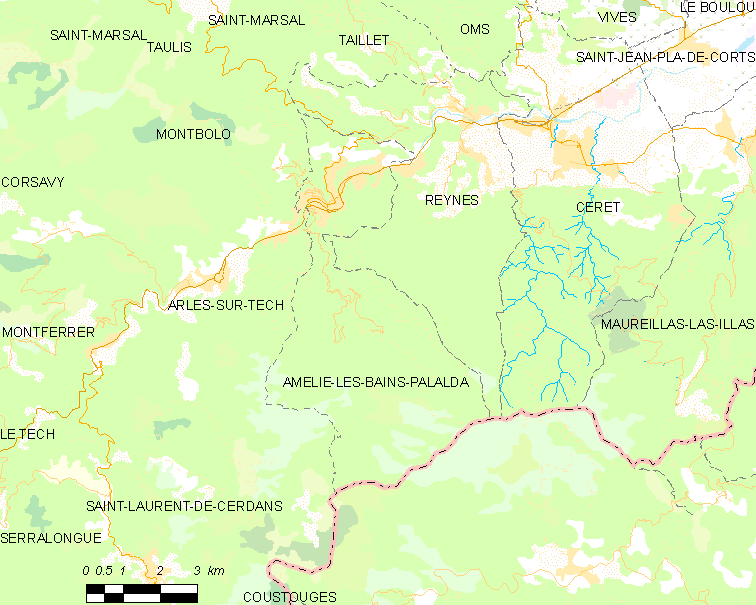
Karte von Amélie-les-Bains-Palalda

## Bevölkerungsentwicklung

1962–2008

## Politik
Bürgermeister
- 1952–1959: Paul Alduy
- 1959–2001: Jacqueline Alduy
- 2001–2020: Alexandre Reynal
- seit 2020: Marie Costa[3]

## Persönlichkeiten
- Jules Couppier (1823?–1860), französischer Fotograf, hier verstorben
- Artur Grottger (1837–1867), polnischer Maler, hier verstorben
- Ernest Duchesne (1874–1912), Militärarzt
- Jacqueline Alduy (1924–2016), Politikerin, hier verstorben
- Bernard Bray (1925–2010), Romanist und Literaturwissenschaftler
- Pierre Restany (1930–2003), Kunstkritiker und Kulturphilosoph
- France Rakotondrainibe (* 1944), Botanikerin